# Alexander Pöschl
Alexander Pöschl (* 13. März 1865 in Verona, Venetien, Kaisertum Österreich; † 22. April 1942 in Wien, Österreich) war ein österreichischer Volksliedsammler.

## Leben
Alexander Pöschl wurde am 13. März 1865 in der zum damaligen Zeitpunkt zum Kaisertum Österreich gehörenden Stadt Verona im heutigen Norditalien geboren. Rund fünf Jahre später wurde sein Bruder Felix Pöschl (1870–1948) geboren. Neben seiner Tätigkeit als Prokurist der Klavierfirma Nemetschke in Wien trat er vor allem als Sammler von Volksliedern in Erscheinung. So war er unter anderem ein Mitglied des von Josef Pommer im Jahre 1890 gegründeten Deutschen Volksgesang-Vereines und ein langjähriger Mitarbeiter der ab 1899 herausgegebenen Zeitschrift Das deutsche Volkslied. In Zusammenarbeit mit seinem Bruder Felix und Karl Kronfuß brachte er unter anderem im Jahre 1930 das Werk Niederösterreichische Volkslieder und Jodler aus dem Schneeberggebiet heraus, das als vorbildlich für die österreichische Volksmusiksammlung und als wegweisend für die Volksliedpflege in Österreich und Bayern galt. Am 22. April 1942 verstarb Pöschl 77-jährig in der österreichischen Bundeshauptstadt Wien.

## Werke (Auswahl)
- Schubert und das Volkslied. In: Das deutsche Volkslied, 30. Jahrgang, 1928.
- Musikalische Parallelen. In: Das deutsche Volkslied, 36. Jahrgang, 1934.
- zahlreiche Aufzeichnungen von Liedern, Jodlern und Sprüchen in der Zeitung Das deutsche Volkslied
- Lied- und Instrumentalmusiksätze. Hrsg.: Niederösterreichische Volkslieder und Jodler aus dem Schneeberggebiet. (gemeinsam mit Karl Kronfuß und Felix Pöschl), Wien, 1930.